# Pseudepapterus
Pseudepapterus is een geslacht van straalvinnige vissen uit de familie van de houtmeervallen (Auchenipteridae).

## Soorten
- Pseudepapterus cucuhyensis Böhlke, 1951
- Pseudepapterus gracilis Ferraris & Vari, 2000
- Pseudepapterus hasemani (Steindachner, 1915)